# La cuisinière prend époux
Pour les articles homonymes, voir La Cuisinière (homonymie).
La cuisinière prend époux est une nouvelle d'Anton Tchekhov, parue en 1885.

## Historique
La cuisinière prend époux est initialement publiée dans la revue russe Le Journal de Pétersbourg, no 254, du 16 septembre 1885, sous le pseudonyme A. Tchékhonté. Aussi traduit en français sous le titre La cuisinière se marie.

## Résumé
Le fils de la maison, Gricha, sept ans, écoute à la porte de la cuisine ; il y a là la cuisinière Pélaguéïa, la vieille nourrice Axinia et le cocher Danilo. Visiblement Axinia, qui a introduit Danilo dans la maison, vante les qualités de ce dernier devant Pélaguéïa dans l'intention de la marier.
La mère de Gricha aussi veut marier Pélaguéïa, mais veut-elle de ce Danilo ? Visiblement non, mais que veut-elle vraiment ?
Un dimanche matin, Gricha voit dans la cuisine les préparatifs du mariage et, le lendemain matin, il voit Danilo qui demande à sa mère quatre roubles d’avance sur les gages de Pélaguéïa pour acheter un collier neuf à son cheval.
Gricha se demande pourquoi Pélaguéïa, qui vivait libre auparavant, doit maintenant rendre des comptes à un homme et lui donner son argent ?

## Édition française
- La cuisinière prend époux, traduit par Édouard Parayre, in Œuvres I, Paris, Éditions Gallimard, coll. « Bibliothèque de la Pléiade » no 197, 1968  (ISBN 978-2-07-0105-49-6).